# Мута (Йорданія)
Мута (араб. مُؤْتَة) — місто в провінції Ель-Карак у Йорданії.
Відоме в ісламі завдяки битві при Муті, що сталася коло міста в 629 році. Ця битва була першим військовим протистоянням між арабами-мусульманами та Візантійською імперією. Поруч з місцем битви були споруджені мавзолеї для загиблих у цій битві, а саме Джафара Ібн Абі Таліба, Абдалли Ібн Равахи та Зайда Ібн Харіси.
В османському дефтері (податковому реєстрі) 1596 року зазначалося, що місто розташоване в нахії (районі) Карак, що входив до санджаку Аджлун. В Муті було 14 домогосподарств; усі мешканці були мусульманами. Селяни платили фіксовану ставку податку 25% на сільськогосподарську продукцію: пшеницю, ячмінь, оливкові дерева, виноградники тощо. Загальний податок становив 6000 акче.
| Йорданія | Це незавершена стаття з географії Йорданії. Ви можете допомогти проєкту, виправивши або дописавши її. |